# Adam (prénom)
Pour les articles homonymes, voir Adam (homonymie).
Adam est un prénom masculin et un patronyme d'origine très ancienne.

## Occurrence
En France, ce prénom est rare jusque dans les années 1980 (une dizaine ou une vingtaine de naissances par an en moyenne) mais connait un regain depuis les années 1990 (721 naissances en 1999).
Depuis les années 2000, Adam est très en vogue chez les enfants issus de l'immigration d'Afrique du Nord. Il est depuis 2010 le prénom masculin le plus donné en Île-de-France. 
En 2015, il est également le prénom masculin le plus donné à Paris, Marseille (où il détrône le prénom Mohamed), Toulouse, Nice, Montpellier et  Lille (2014) et le 2e le plus porté à Lyon et Strasbourg, ,,,.

## Étymologie
Adam est un personnage biblique, le premier homme créé par Dieu. Ce nom vient de l'hébreu אדמה (adama « terre »).

## Fête et saint patron
La saint Adam se fête le 17 juin.

## Variantes

### Variantes linguistiques du prénom
- arabe : آدم
- azéri : Adem
- bulgare, russe : Адам (Adam)
- espagnol : Adán
- français et la plupart des langues d'Europe : Adam
- hébreu : אדם (Adam)
- hongrois : Ádám
- italien : Adamo
- letton : Ādams
- polonais : Adam
- portugais : Adão
- turc : Adem

### Variantes linguistiques du nom de famille
On rencontre les variantes Adame, Adamo, Adams, Adan et Adem.
- anglo-saxon : Adams, Adamson
- celtique, écossais : Macadam
- germanique : Adamson
- letton : Ādamsons
- norvégien : Adamsen
- polonais : Adamowicz, Adamski
- russe : Adamovitch
- serbe, croate : Adamović
- turc, azéri : Ademoğlu